# Roca Grillera
La Roca Grillera és una muntanya rocosa de 947,5 m alt del límit dels termes comunals de Bula d'Amunt, de la comarca del Rosselló, i de Glorianes, de la del Conflent, a tots dos a la Catalunya del Nord.
És a prop de l'extrem nord-oriental del terme de Glorianes i del nord-occidental del de Bula d'Amunt, al nord-oest de Serrabona, al nord-est del Mas de l'Alzina i al nord de la Roca Roja.